# Glogovác község
Glogovác község (románul: Comuna Vladimirescu) község Arad megyében, Romániában. Központja Glogovác, beosztott falvai Maroscsicsér, Mondorlak, Újpanád.

## Népessége
A 2011-es népszámlálás adatai alapján a község népessége 10 710 fő volt.